# Paolo Nori

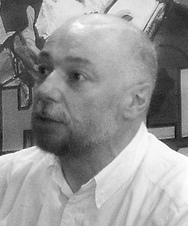
Paolo Nori

Paolo Nori (* 20. Mai 1963 in Parma) ist ein italienischer Schriftsteller.
Nori studierte die russische Sprache und Literatur und lebt seit 1996 als Autor und Übersetzer in Bologna.
Bislang wurde eines seiner Bücher ins Deutsche übersetzt: In dem Roman Weg ist sie! schildert er mit autobiographischen Zügen das Leben eines jungen Mannes, der seinen Traum, Schriftsteller zu werden, verfolgt. Dabei benutzt Nori eine modern-minimalistische Sprache, mit der er eine große Unmittelbarkeit erzeugt.